# Tachypleus
Tachypleus — рід південно-, південно-східно-східно-азійських мечохвостів родини Limulidae.

## Види
Є два сучасні види:
- Tachypleus gigas (Müller, 1785)
- Tachypleus tridentatus (Leach, 1819)

І два вимерлі види, відомі лише зі скам'янілостей.
- Tachypleus decheni (Zincken, 1862) — верхній еоцен, Німеччина
- Tachypleus syriacus (Woodward, 1879) — верхня крейда (сеноман), Ліван